# Ischyrochampsa
Ischyrochampsa es un género extinto de crocodilomorfo de la familia Allodaposuchidae. Los fósiles de I. meridionalis son de la época Campaniense y se han encontrado en la comuna de Saint-Estève-Janson, en Bouches-du-Rhône, Francia. También hay fósiles encontrados en España. Con una longitud estimada de más de 4 metros (13 pies), Ischyrochampsa fue un allodaposúquido grande. Ischyrochampsa fue nombrado y descrito en 1995.
Ischyrochampsa se clasificó primero como trematosúquido, pero se retiró del grupo por estudios posteriores. En la descripción de los restos de Allodaposuchus del sur de Francia, Martín y sus colegas trataron al género como posible sinónimo más moderno de Allodaposuchus.